# MacWorks XL
MacWorks XL — это компьютерная программа для Apple Lisa, которая поставляется с Macintosh XL. Она позволяет эмулировать 64K Apple Macintosh ROM, благодаря чему Macintosh XL может запускать классические программы Mac OS.

## История
Вскоре после дебюта Macintosh, который был продан тиражом более 50 000 единиц за первые 100 дней (по сравнению с несколькими тысячами Lisa за весь первый год), стало очевидно, что Lisa (в то время Lisa 2/10) выиграет от возможности запускать системное программное обеспечение Macintosh. Это также сократит ресурсы, необходимые для поддержки двух отдельных операционных систем.
В апреле 1984 года Apple представила MacWorks v1.0 для Lisa. Эта версия позволяла Lisa запускать среду Macintosh с дискеты, но не поддерживала работу с жестким диском. К осени Apple выпустила версии 2.0 и 3.0, которые позволяли MacWorks работать с внутренним жестким диском Lisa или подключенным жестким диском ProFile. С выходом переименованного Macintosh XL в январе 1985 года MacWorks также был переименован для нового выпуска.

## Функции
MacWorks XL поставлялся на двух дискетах. Первая дискета загружала Lisa в загрузчик Mac OS. После завершения этого процесса система отображала полностью белый экран, извлекала первый диск и показывала обычный мигающий вопросительный знак (с графикой Macintosh XL под ним), указывая на необходимость загрузочного тома (второй диск). Второй диск, названный «MacWorks XL System Disk», позволял Lisa загружать Macintosh System 5.
После прекращения выпуска Lisa компания Sun Remarketing продолжила разработку среды MacWorks по лицензии, вплоть до выпуска MacWorks Plus 1.1, которая поддерживала System Software 6. Затем Dafax Processing Corp. совместно с Query Engineering, Inc. доработала среду до MacWorks Plus II, которая поддерживала System 7.5 и все последние модели компьютеров Mac на базе Motorola 68000.

## Хронология операционных систем Macintosh

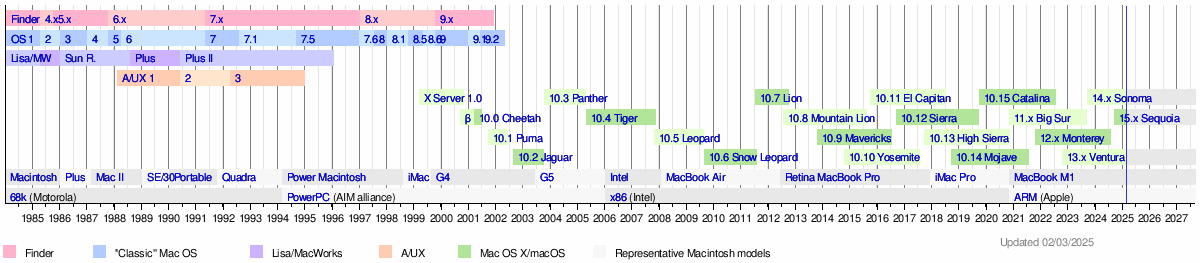

## Хронология моделей Lisa

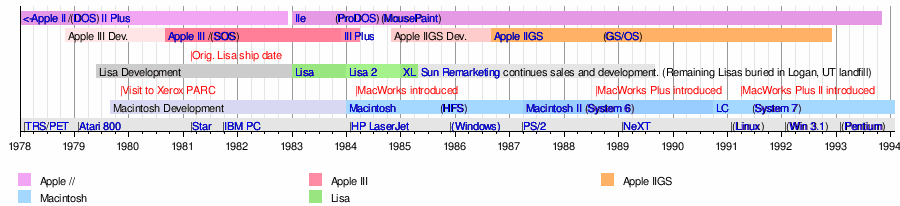